# ماوريتسيو بيدين
ماوريتسيو بيدين (بالإيطالية: Maurizio Bedin)‏ (من مواليد 9 فبراير 1979 في كامبوسامبييرو) هو لاعب كرة قدم إيطالي محترف سابق لعب كلاعب خط وسط.